# Véronique Dehant
Véronique Dehant, née le 24 juillet 1959, à Bruxelles, est une mathématicienne et géophysicienne belge, spécialisée dans le domaine de la rotation de la Terre et de la géophysique de la planète Mars. Elle est cheffe de service à l’Observatoire royal de Belgique et professeure extraordinaire à l’Université catholique de Louvain.

## Études
En 1981, Véronique Dehant, obtient une licence de mathématiques à l'Université catholique de Louvain. Elle y obtient une licence en physique en 1982. Elle soutient une thèse de doctorat en 1986 et son habilitation à diriger des recherches en 1992.

## Carrière
À partir de 1986, elle effectue ses recherches postdoctorales auprès du Fonds de la recherche scientifique. En 1993, elle est nommée cheffe de travaux à l'Observatoire royal de Belgique; en 1997, cheffe de section. Depuis 2013, elle exerce ses fonctions de Cheffe de Service dans la direction opérationnelle Systèmes de référence et Planétologie.
Entre 2000 et 2003, elle est présidente du Groupe de Travail “Non-Rigid Earth Nutation Theory” de la Commission 19 de l'Union astronomique internationale. En 2003, elle remporte le Prix Descartes de l'Union Européenne. Depuis, elle a pris de nombreuses responsabilités scientifiques en tant que présidente élue de sections ou commissions à l'Union astronomie internationale et l'Union géodésique et géophysique internationale. En 2010, elle devient Membre de l’Académie royale des sciences, des lettres et des beaux-arts de Belgique (Classe des Sciences) et y donne depuis des conférences au Collège Belgique de l'Académie.
Elle enseigne depuis 1991 à l’Université catholique de Louvain où elle est Professeur extraordinaire depuis 2009. Depuis 2010, elle est conférencière au Collège Belgique de l'Académie royale des sciences, des lettres et des beaux-arts de Belgique. En 2013 et 2014, elle donne des conférences au Collège de France.

## Implication dans les missions spatiales
Véronique Dehant est impliquée dans de nombreuses missions spatiales. En particulier, elle est investigateur principal ("PI") d'une expérience belge de radioscience, LaRa (Lander Radioscience) (en), à destination de la planète Mars. L'instrument LaRa sera intégré dans la plateforme Kazachok de la mission ExoMars 2020.

## Prix et distinctions scientifiques
- Membre de l'Union astronomique internationale[3]
- Membre de l'Union géodésique et géophysique internationale[3]
- Membre de l’Académie royale des sciences, des lettres et des beaux-arts de Belgique (Classe des Sciences) depuis 2010[4]
- Associé étranger de l'Académie des sciences de France depuis 2015[1]
- Membre Correspondant" de l' Académie de l'air et de l'espace de Toulouse depuis 2016[5]
- 1988: Prix Charles-Lagrange
- 2003: Prix européen Descartes[2]
- 2008: membre correspondant du bureau des longitudes[6].
- 2014: Docteur Honoris Causa de l'Observatoire de Paris[7]
- 2016:  Commandeur de l'ordre de Léopold II[3]
- 2016: Charles A. Whitten Medal (en) par l'union américaine de géophysique[3],[8]
- 2020: Prix Dr A. De Leeuw-Damry-Bourlart en sciences exactes fondamentales (Prix quinquennal du FNRS)